# Богданець (Любуське воєводство)
Богданець (пол. Bogdaniec, нім. Dühringshof) — село в Польщі, у гміні Богданець Гожовського повіту Любуського воєводства.
Населення — 1250 осіб (2011).

## Демографія
Демографічна структура станом на 31 березня 2011 року:
|          | Загалом | Допрацездатний вік | Працездатний вік | Постпрацездатний вік |
| -------- | ------- | ------------------ | ---------------- | -------------------- |
| Чоловіки | 615     | 130                | 439              | 46                   |
| Жінки    | 635     | 109                | 400              | 126                  |
| Разом    | 1250    | 239                | 839              | 172                  |